# Sigurd Frisvold
Sigurd Frisvold (* 5. Juli 1947 in Kristiansund; † 29. November 2022) war ein norwegischer General und in seiner letzten Verwendung vom 30. April 1999 bis zum 1. April 2005 Oberbefehlshaber der norwegischen Streitkräfte.

## Leben
Nach seiner Offizierausbildung erwarb Sigurd Frisvold bei der norwegischen Armee Abschlüsse in Geschichte, Politikwissenschaften und Politischer Bildung. Neben seinen Lehrgängen an norwegischen Militärschulen absolvierte er zusätzlich eine Ausbildung beim United States Marine Corps.

### Rücktritt
Am 10. Dezember 2004 gab Frisvold bekannt zurückzutreten, da er an gesundheitlichen Problemen litt und seinen Aufgaben 2004 nur eingeschränkt nachkommen konnte. Sverre Diesen wurde am gleichen Tag als Nachfolger bekanntgegeben und übernahm das Kommando über die norwegischen Streitkräfte am 1. April 2005.